# Briskeby
Briskeby ist eine Elektropop-Band aus Larvik, Norwegen. Vokalistin Lise Karlsnes kommt aus Tønsberg. Der Name leitet sich vom gleichnamigen Stadtteil Oslos ab, in dem sich der Proberaum der Band befand.
Die Band war 2000 die Vorgruppe auf der a-ha-Tour. Auf dem Album Jumping On Cars befand sich eine Kooperation mit Ken Stringfellow. Zusammen veröffentlichte man das Lied Joe Dallesandro. Nachdem die Band sich aufgelöst hatte, gründeten die drei männlichen Musiker zusammen mit Stringfellow die Band The Disciplines, während Lise Karlsnes neue Betätigungsfelder entdeckte und zunächst eine Sonnenbrillenkollektion entwarf. Nach fünf Jahren Abstinenz fand man 2013 wieder für ein paar Konzerte zusammen. Kurz vor der erneuten Auflösung wurde 2015 noch die Single Rookie Mistakes veröffentlicht, die allerdings wenig erfolgreich war.
Die Band gewann insgesamt vier Mal den norwegischen Spellemannprisen.

## Diskografie

### Alben
| Jahr | Titel             | Höchstplatzierung, Gesamtwochen, AuszeichnungChartsChartplatzierungen (Jahr, Titel, Platzierungen, Wochen, Auszeichnungen, Anmerkungen) | Anmerkungen |
| Jahr | Titel             | NO | Anmerkungen |
| ---- | ----------------- | --- | ----------- |
| 2001 | Jeans For Onassis | NO1 ×2Doppelplatin · (42 Wo.)NO |             |
| 2003 | Tonight, Captain? | NO6 (5 Wo.)NO |             |
| 2005 | Jumping On Cars   | NO7 (9 Wo.)NO |             |

### Singles
| Jahr | Titel Album                  | Höchstplatzierung, Gesamtwochen, AuszeichnungChartplatzierungen (Jahr, Titel, Album, Platzierungen, Wochen, Auszeichnungen, Anmerkungen) | Höchstplatzierung, Gesamtwochen, AuszeichnungChartplatzierungen (Jahr, Titel, Album, Platzierungen, Wochen, Auszeichnungen, Anmerkungen) | Anmerkungen |
| Jahr | Titel Album                  | DE | NO | Anmerkungen |
| ---- | ---------------------------- | --- | --- | ----------- |
| 2000 | Propaganda Jeans For Onassis | DE91 (3 Wo.)DE | NO7 (9 Wo.)NO |             |
| 2003 | Hey Baby Tonight, Captain?   | — | NO15 (3 Wo.)NO |             |